# NGC 2711
NGC 2711 ist eine spiralförmige Radiogalaxie vom Hubble-Typ SBbc im Sternbild Krebs auf der Ekliptik. Sie ist schätzungsweise 271 Millionen Lichtjahre von der Milchstraße entfernt und hat einen Durchmesser von etwa 70.000 Lichtjahren. 
Das Objekt wurde am 28. März 1864 von dem deutschen Astronomen Albert Marth entdeckt.